# Safran (bateau)
Pour les articles homonymes, voir Safran.
Le safran est une partie du gouvernail d'un navire, constitué d'un plan vertical pouvant pivoter afin de dévier le flux d'eau sous la coque pour changer la direction du navire. Son effet est accru pour un navire à hélice car le flux d'eau est accéléré dans le voisinage du safran.

## Différentes dispositions
Le safran peut être disposé en porte-à-faux (on dit « suspendu ») sous la coque, ou fixé au tableau arrière ou à l'étambot par le moyen de ferrures mâles et femelles appelées aiguillots et fémelots ; il peut aussi être articulé en partie basse dans une crapaudine, placée à l'extrémité du talon de quille.
Le schéma ci-contre montre :
1. Safran classique sur crapaudine
2. Safran suspendu
3. Safran compensé
4. Safran semi-compensé
5. Safran non compensé

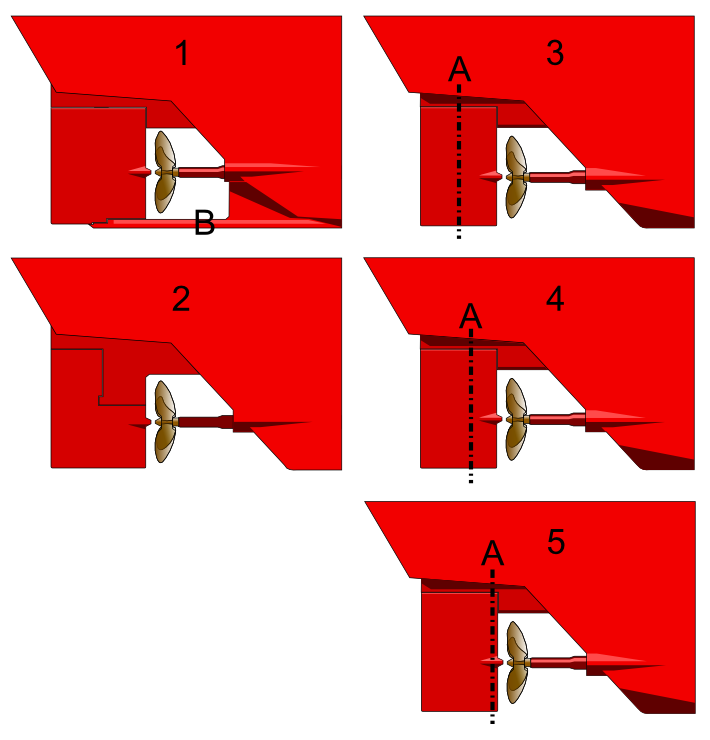
schéma type

La compensation (des efforts) consiste à répartir la surface du safran en avant et en arrière de son axe de rotation.

## Particularités
Il existe divers systèmes de gouverne sans safran, comme la propulsion par pods, les embases de type Z-drive ou encore les hydrojets ; voir aussi l'article Propulsion maritime. Un catamaran avec double motorisation peut également se manœuvrer sans safran (c'est un moyen de secours).
Sur un voilier, le safran reste nécessaire mais peut-être temporairement remplacé par un aviron de queue. Il est possible mais très difficile de gouverner sans safran, avec deux exceptions :
- la planche à voile, dont le contrôle directionnel est obtenu par déplacement longitudinal de la voile et les mouvements du poids du véliplanchiste.
- un catamaran de sport catalan, « patin de vela » se dirige avec le poids du corps, sans safran[7].

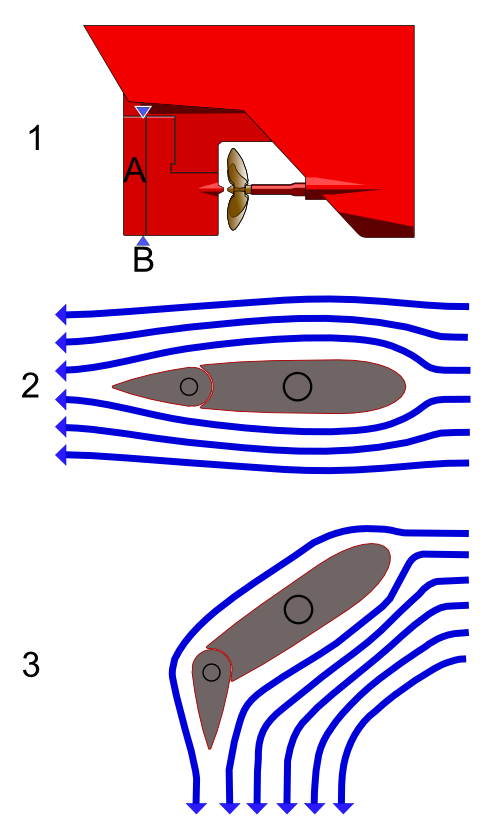
Safran articulé

Le safran peut être en deux parties articulées verticalement (système Becker, voir article gouvernail).
Sur certains dériveurs le safran est, comme la dérive, relevable (pour une utilisation plus pratique lors des atterrissages sur une plage ou une grève).

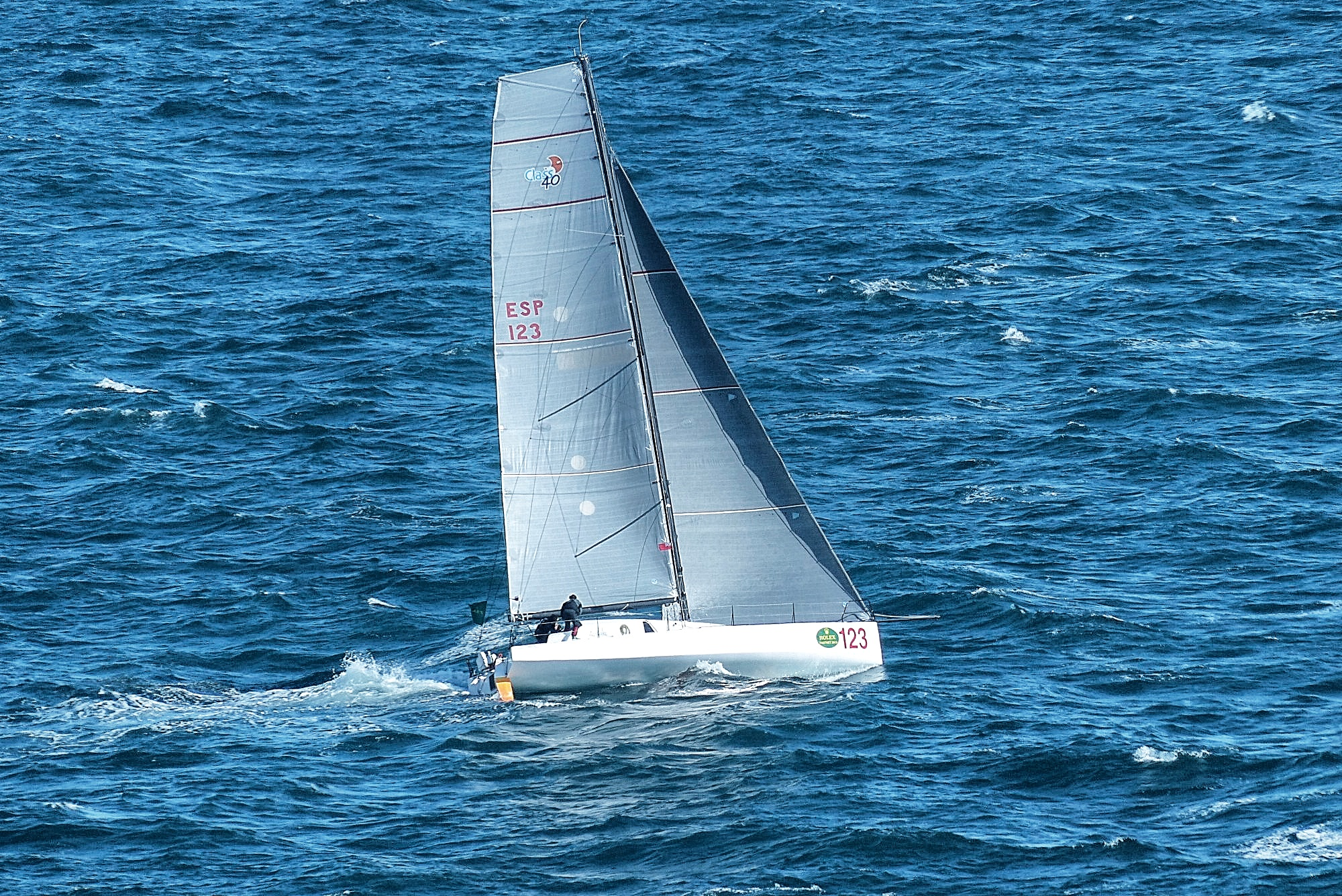
Un voilier bi-safran à la gîte : le safran tribord est partiellement hors de l’eau, le safran bâbord est entièrement immergé

La plupart des catamarans ont deux safrans, un par coque. Il existe aussi des voiliers monocoques bi-safrans. Ce système permet une meilleure efficacité lorsque le voilier est à la gîte (incliné) car l’un des safrans est toujours complètement immergé. Ses inconvénients sont une lourdeur et une complexité accrues, ainsi qu’une plus grande vulnérabilité aux chocs contre des objects flottants et des animaux marins, car les safrans ne sont pas directement derrière la quille. Par ailleurs, un monocoque bi-safran est plus difficile à contrôler au moteur car le flux d’eau généré par l’hélice ne va pas directement dans les safrans.

## Indicateur d'angle de barre

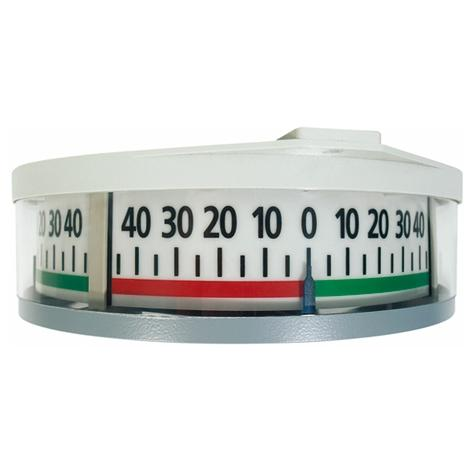
Indicateur d'angle de barre

Lorsque la barre se trouve à une certaine distance du safran (navire d'une taille plus importante), ou simplement s'il ne s'agit pas d'une barre franche, la connaissance de l'angle de barre (angle d'orientation du safran par rapport à l'axe longitudinal du navire) devient incertaine, le contrôle visuel n'étant plus possible. Un indicateur d'angle de barre affiche cette information face au barreur mais aussi de chaque bord afin que celle-ci puisse être vérifiée par un éventuel pilote, le capitaine ou un autre membre d'équipage. Cet appareil est gradué en degrés de 0° (safran dans l'axe) à un maximum (à droite et à gauche) qui dépend du navire.

## Galerie d'images

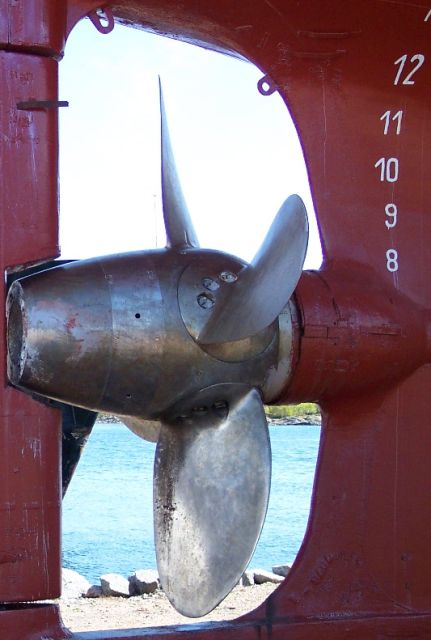
Safran monté sur une crapaudine
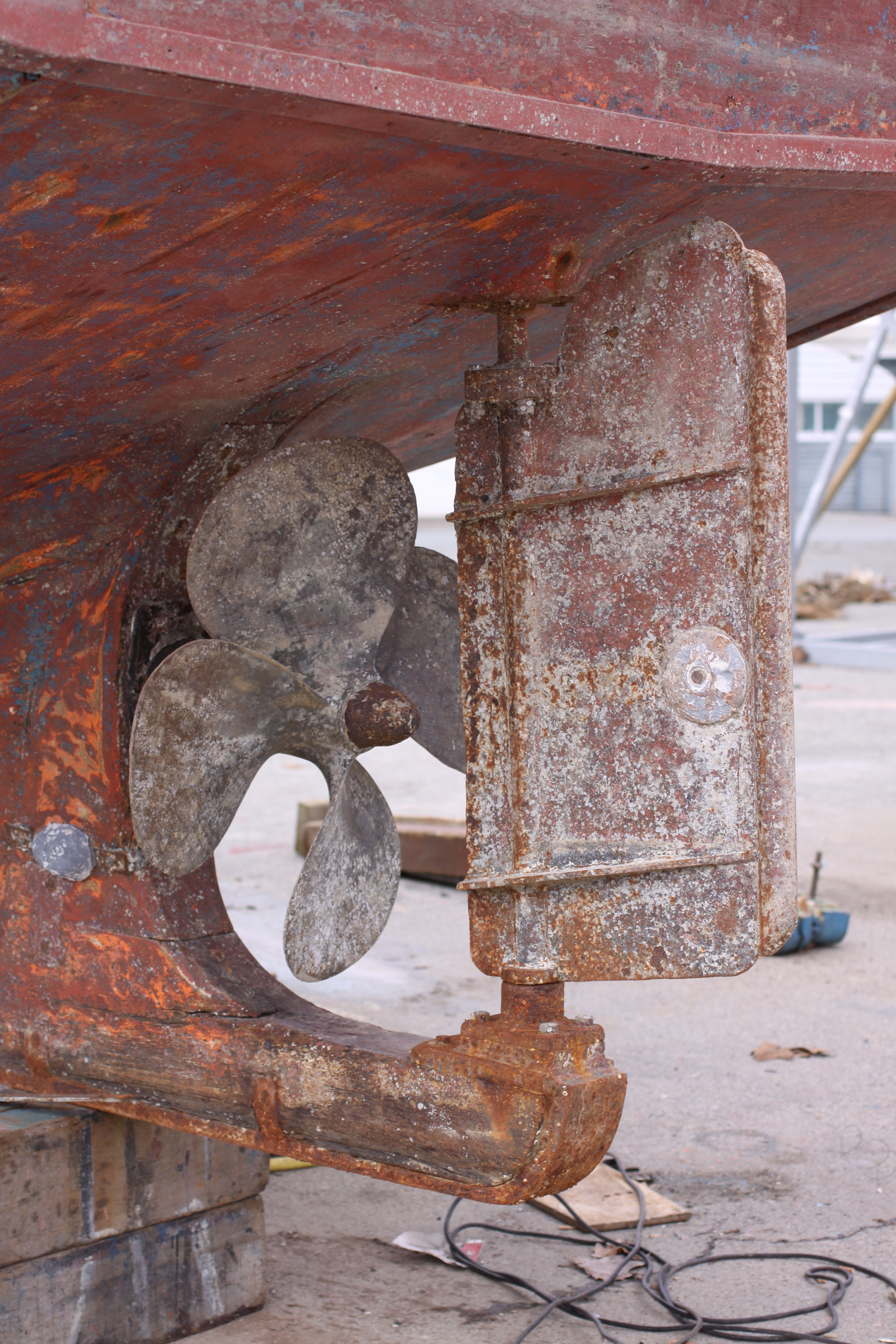
Le safran d'un chalutier monté dans une crapaudine.
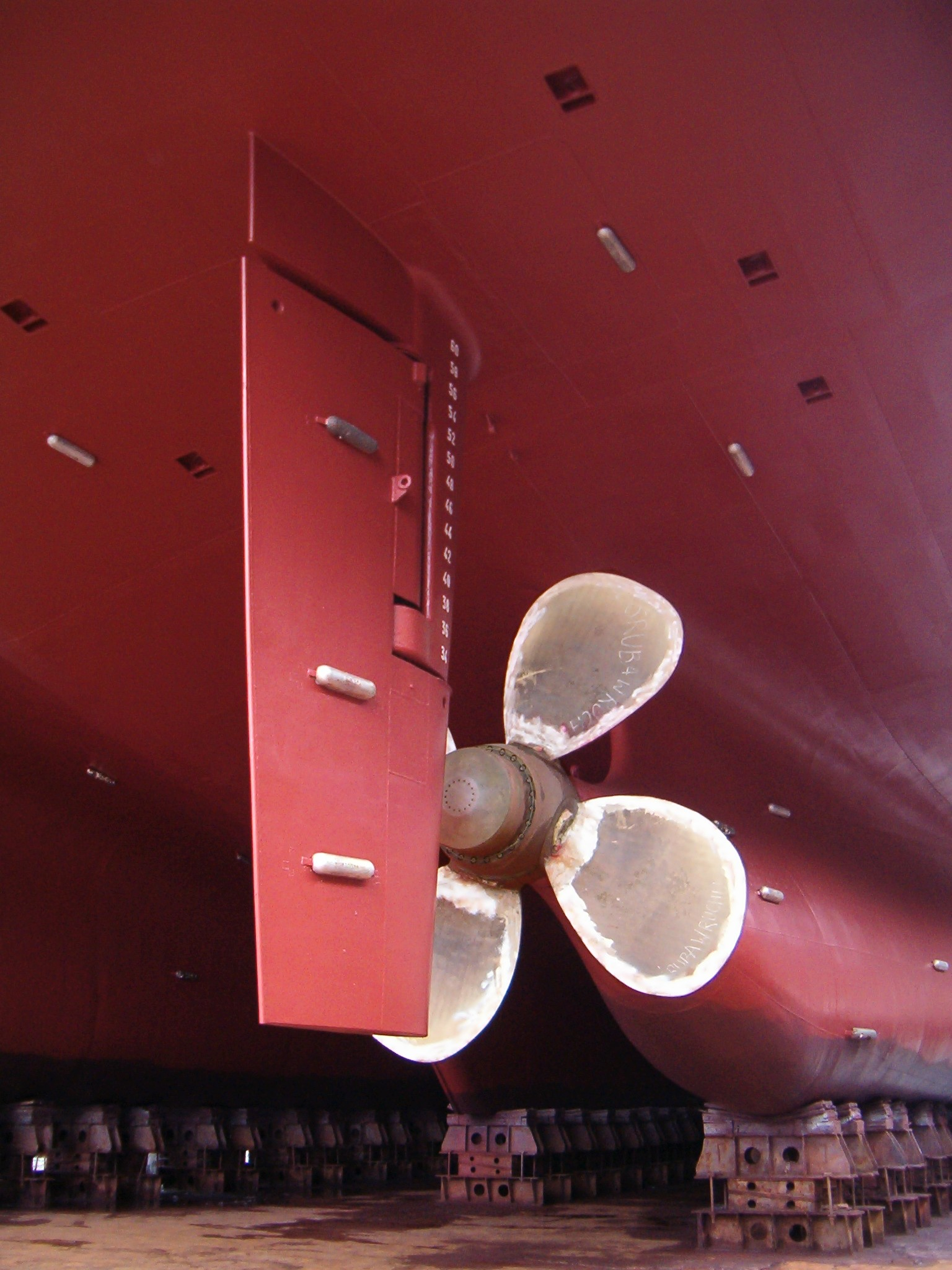
Safran semi-suspendu
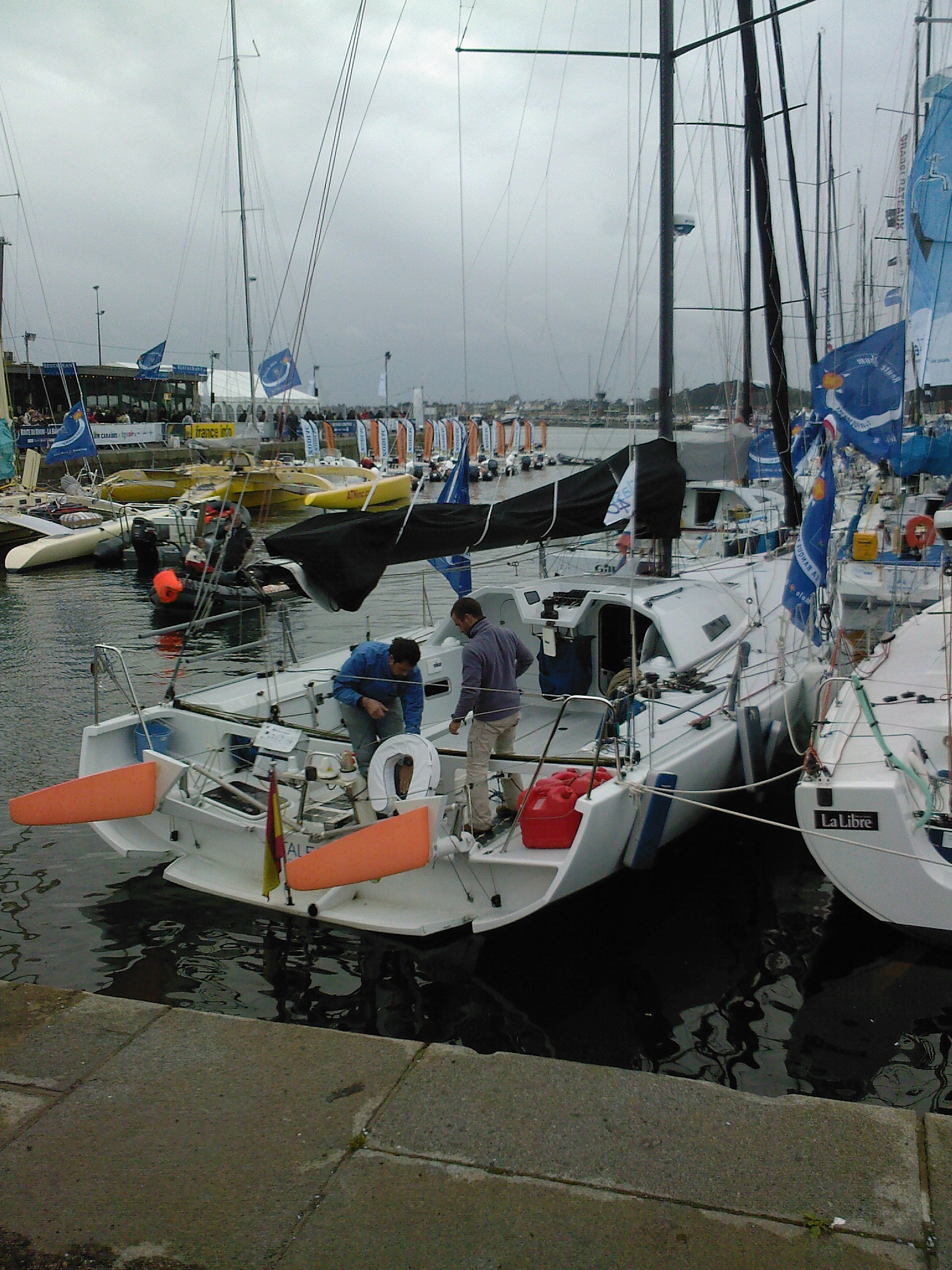
Safrans escamotables sur un voilier
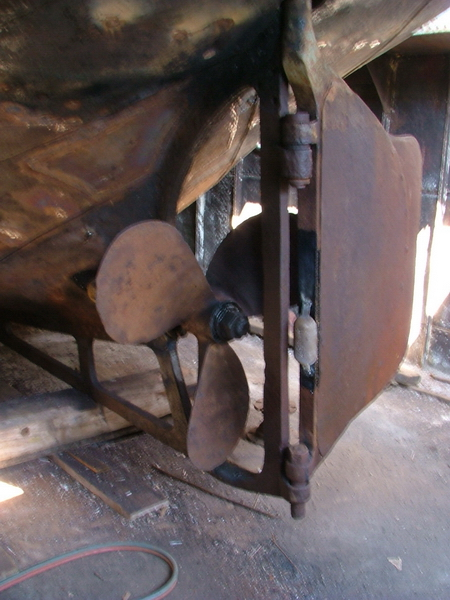
Safran fixé par un jeu d'aiguillots et de fémelots